# ناحیه المنصوره
ناحیه المنصوره (به عربی: دائرة المنصورة) یک ناحیه‌ در الجزایر است که در استان تلمسان واقع شده‌است.

## خصوصیات
ناحیه المنصوره ۷۸٬۶۰۶ نفر جمعیت دارد.